# Ритам Европе у Републици Српској
Ритам Европе у Републици Српској је дечји музички фестивал такмичарског карактера. Представља део пројекта Ритам Европе, који се одржава и у Црној Гори (Црна Гора у ритму Европе) и Србији (Србија у ритму Европе).

## Фестивал
Максималан број градова конкурената је 24 у једној земљи. Процес припреме деце за телевизијски наступ траје 9 месеци, деца се обучавају са телевизијским екипама да представљају додељену државу. Учесници фестивала изводе песме из различитих европских земаља, а победници освајају наградно путовање у земљу коју представљају и победнички град добија телевизијски пренос следеће године на националној телевизији из свог града. Победник се одређује сабирањем СМС гласова, гласова жирија градова учесника и гласова стручног жирија. РТРС преноси овај догађај на телевизији.